# República Conservadora (Chile)
La República Conservadora, también llamada República Autoritaria, fue un período de la historia de Chile que se extendió entre 1831 y 1861, caracterizado por la hegemonía del Partido Conservador, cuyos partidarios fueron llamados «pelucones». Después de derrotar al partido liberal, cuyos miembros fueron apodados «pipiolos», en la batalla de Lircay el 17 de abril de 1830, esta se consolidó formalmente en 1831 con la elección del general José Joaquín Prieto como presidente de Chile.
Todos los presidentes elegidos formalmente de esta época fueron: José Joaquín Prieto (1831-1841), Manuel Bulnes (1841-1851), Manuel Montt (1851-1861) y los gobiernos provisorios de José Tomás Ovalle (1830-1831) y el breve interinato accidental de Fernando Errázuriz Aldunate (1831-1861)

## Orden portaliano

### Gobierno de José Tomás Ovalle (1830-1831)

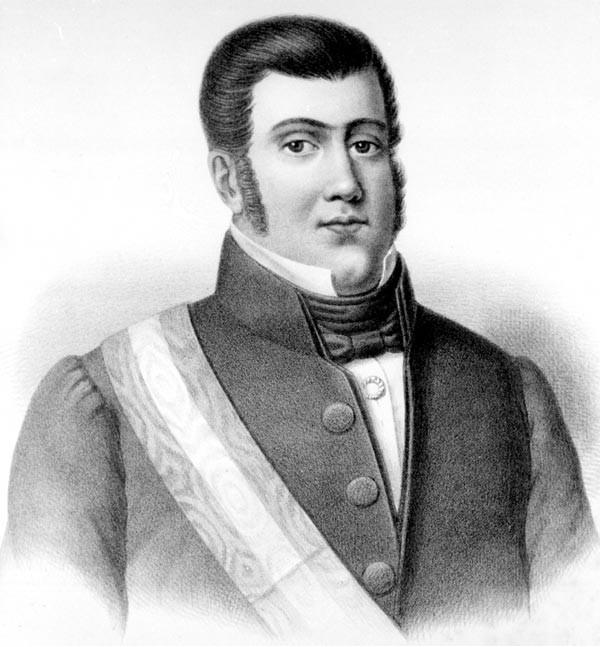
José Tomás Ovalle fue el último presidente del periodo de organización de la república y el que inició la República Conservadora.

Ovalle, un joven senador, era un hombre sencillo a pesar de su opulencia y no manifestaba ansias de poder, pero debido a su popularidad, todos sus intentos fueron aguados por el Congreso y asumió la presidencia más como un deber.
Al asumir el gobierno, nadie quería aceptar las responsabilidades ministeriales, un país con anarquía, sin una constitución respetada y con los fondos casi vacíos, el único que aceptó los ministerios fue su amigo, el estanquero Diego Portales, figura clave en este periodo.
Ovalle removió a Ramón Freire de su calidad como Comandante en Jefe del Ejército y lo envió al exilio, en su reemplazo fue designado José Joaquín Prieto y los revolucionarios pasaron a ser los oficialistas, bajo disposiciones enviadas por Ovalle al ministerio de Guerra, y por las estrategias de Prieto, los conservadores triunfaron el 17 de abril de ese año en la Batalla de Lircay, originándose este periodo de consolidación al cual nos referimos.
Con la guerra civil ganada, los liberales, en su mayoría fueron exiliados y no pudieron retornar al país en muchos años, el ejército fue limpiado de los insurrectos, despidiendo a la mayoría de los comandantes furieristas y sellándose la guerra pacíficamente con el Tratado de Cuz-Cuz que evitó una nueva batalla pero no fue reconocido por la presidencia.
Como una de las prioridades, el gobierno de Ovalle devolvió todas sus posesiones expropiadas a la Iglesia católica y la acercó fuertemente al Estado, fijando su alianza en una especie de concordato, como se llamó al realizado en Portugal.
La prensa y los organismos fueron fuertemente fiscalizados, bajo el control de Portales y Ovalle, siendo la censura una de las herramientas fundamentales del gobierno.
Ovalle además hermanó al congreso con el gobierno y le pidió facultades extraordinarias, teniendo el gobierno gran control político.
La economía fue superada entregándose los estancos a Diego Portales y nombrándose Ministro de Hacienda a Manuel Rengifo, además que se incrementó la producción, sitiando a Chile como el cuarto productor de cobre mundial.
Además para derogar la anti-conservadora Constitución, Ovalle llamó a una Asamblea Constituyente, que violaba a la constitución para la elaboración de una nueva, que se concretaría en 1833.
El país sería cambiado irreversiblemente con estas medidas y disposiciones, además se daría un pequeño inicio a la fomentada educación del conservadurismo, llamando a Claudio Gay para la elaboración de estudios e investigaciones sobre Flora y Fauna de Chile.
Sin embargo la obra más recordada de su breve administración fue ajena a la consolidación republicana, la creación de la ciudad de Ovalle, la ciudad fue planteada al presidente y este la financió, sin embargo falleció días antes de su fundación, esta ciudad considerada como una gran cripta en su honor fue una muestra de la creciente popularidad conservadora.
El 8 de marzo de 1831, el presidente Ovalle renunció a la presidencia por una causa de muerte aún no esclarecida, se dice que fue un ataque al hígado pero oficialmente fue una tuberculosis fulminante.
El 21 de marzo de 1831, Ovalle fallece a una corta edad, causándose de nuevo la inestabilidad anterior a su gobierno.
La prematura muerte del presidente hace que el poder accidentalmente quede en manos de su vicepresidente provisorio, el congresista Fernando Errázuriz Aldunate, su gobierno intentó seguir la línea de Ovalle, a diferencia de este a Errázuriz le gustaba gobernar, sin embargo los quiebres con sus ministros y el poco éxito que ocasionó seguir la fórmula de bajo perfil de Ovalle hizo que su gobierno pasara a la historia sin grandes cambios y con baja popularidad, ese año llamó a elecciones, las primeras realizadas en Chile desde 1829, triunfando finalmente el general José Joaquín Prieto, líder de la revolución.

### Gobierno de Joaquín Prieto (1831-1841)

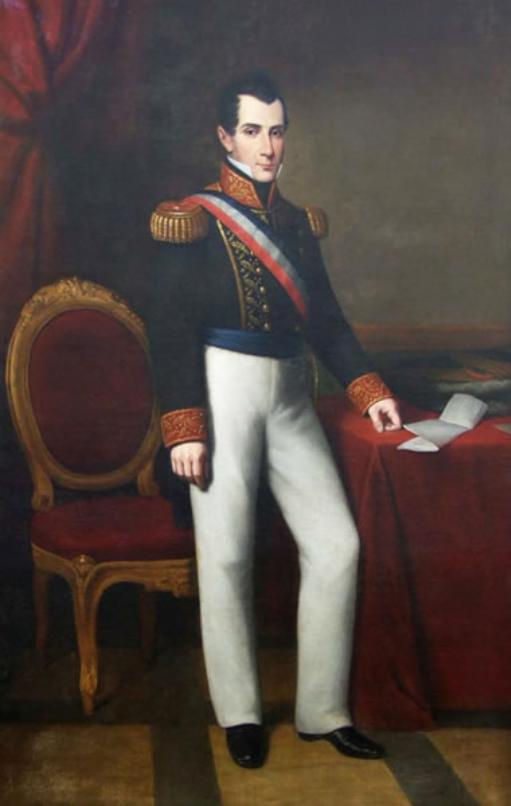
Joaquín Prieto (1831-1841) fue el primer decenio presidencial y primer conservador electo en elecciones.

Joaquín Prieto asumió la Presidencia de Chile el 18 de septiembre de 1831, su gobierno marcó finalmente la consolidación conservadora y se tradujo en el orden y las obras que Ovalle no pudo realizar debido a su carácter provisional.
Entre las obras más importantes de Prieto están la Constitución de 1833, que fue el resultado de la cuestionada Asamblea llamada por Ovalle en 1830, la consolidación del orden público y la continuación del depurado del ejército. 
Prieto además oficializaría los símbolos patrios y sería el artífice de varias obras públicas y mejoras viales en el país, producto del auge platero del Mineral de Chañarcillo y el aumento de exportaciones agrícolas y minerales hacia Estados Unidos (EE. UU).
Diversas escuelas e institutos fueron un importante legado de la administración de Prieto, contando además con la creación del Ministerio de Justicia e Instrucción Pública, que cumplía la función del actual Ministerio de Educación de Chile.
La labor del general Prieto fue opacada casi en su totalidad por el verdadero líder político y hombre fuerte del sistema, el ministro Diego Portales, quien ya con la experiencia como ministro universal había sido el verdadero consolidado de la república y el ideólogo del sistema conservador.
Prieto con la promesa del orden fue reelegido en 1836 para un nuevo periodo presidencial, el cual se vería empañado casi en su totalidad por tragedias y conflictos bélicos.
Al iniciar su segundo mandato, por una recomendación de Portales, Chile supuestamente amenazado por los movimientos en las naciones al norte del país, le declara la Guerra a la Confederación Perú-Boliviana. Esta guerra, aparte de empañar la segunda administración de Prieto, fue la causa original de la rivalidad de Chile con Perú y Bolivia que desembocó en la sangrienta Guerra del Pacífico décadas más tarde y una rivalidad que se mantiene hasta la actualidad.
La guerra, cuestionada y criticada por emergentes sectores de la sociedad fue ganada por Chile en casi todos sus combates, destacándose personajes típicos del Chile rural de la época y el sobrino del presidente, el también general Manuel Bulnes, la brillante actuación de este gatillo su triunfo en las elecciones posteriores.
Aunque la guerra fue una victoria para Chile, se disolvió la Confederación y el país no se afectó casi nada en comparación a lo que se creía, el gobierno se ganó gran oposición, especialmente Portales, esta oposición no terminaría hasta 1861.
La situación aunque estable se complicó a grandes niveles en 1837, cuando el ministro Diego Portales es asesinado en una conspiración, ocasionándose el primer homicidio político relevante en el país.
Los dos gobiernos de Prieto estabilizarían al país y se originaría una época de paz en el gobierno sucesor, el de su sobrino Manuel Bulnes Prieto.

## Desarrollo posterior

### Gobierno de Manuel Bulnes (1841-1851)

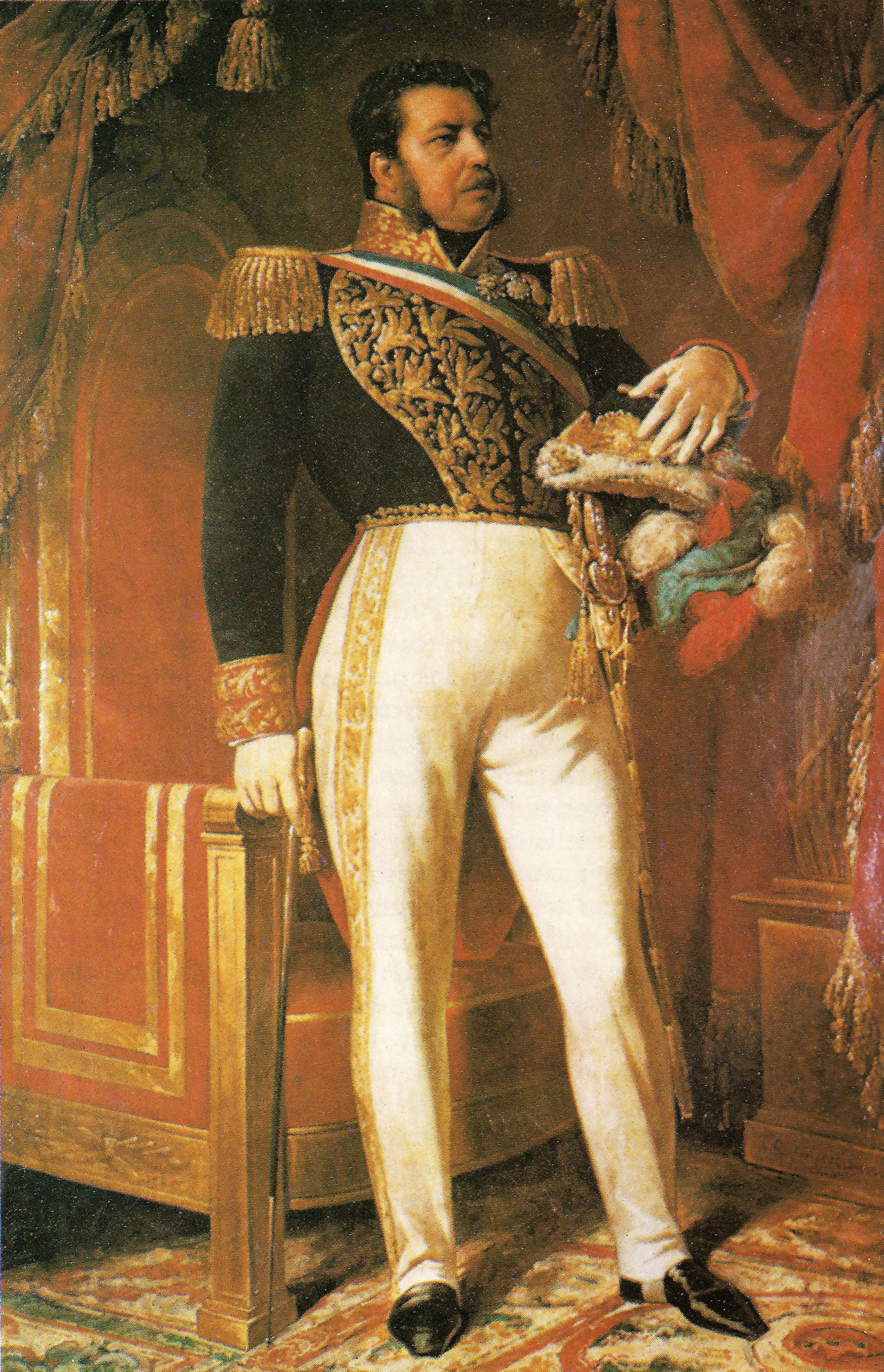
Manuel Bulnes (1841-1851) fue el segundo decenio presidencial y el segundo gobierno conservador oficial.

Manuel Bulnes asumió la Presidencia de Chile el 18 de septiembre de 1841, siendo el segundo Presidente Conservador. Su gobierno, a pesar de ser él militar, fue el más pacífico de todos.
Su mandato se inició con alta aprobación, debido a ser el gran ganador de la Guerra contra la Confederación Perú-Boliviana, las condiciones de gobierno le fueron muy favorables, Chile en auge creciente y libre de oposición relevante.
La preocupación de Bulnes se centró en cuatro pilares fundamentales: Colonización, Pacificación, Educación e Internacionalización, siguiendo una línea moderada, Bulnes elaboró en su gobierno la primera ley de colonización, destinada principalmente a la toma del Estrecho de Magallanes, por sus codiciadas guaneras y puntos estratégicos militar y comercialmente y también para apaciguar los ánimos en la llamada Araucanía.
La toma del Estrecho de Magallanes fue exitosa y beneficiosa, siendo este estrecho además la única vía de comunicación favorable entre el Océano Pacífico y el Océano Atlántico por muchos años, el inicio de esta colonización fue la fundación del llamado Fuerte Bulnes.
El panorama en la Araucanía fue muy distinto, las etnias ubicadas en la zona no se frenaron nunca y destruyeron cualquier incursión del estado, sin embargo en la zona de Llanquihue quedó acordada una ley de colonización con Alemania, que no sería concretada hasta el gobierno de Montt.
El país sumido en la total calma hizo que los exiliados de la guerra retornaran a Chile, viviendo desde ese momento el país una real democracia, incluso Bulnes era yerno del expresidente y líder liberal Francisco Antonio Pinto.
La paz en el país sirvió para que Chile incrementara su acción exterior y fuera reconocido como estado soberano y autónomo oficialmente por el ya desgastado Imperio español, que se recuperaba de las llamadas Guerras Carlistas.
Chile, libre de conflictos tuvo bajo la administración de Bulnes un gran impulso para la educación, la creación de diferentes escuelas e institutos y entidades como la Universidad de Chile entre otras hicieron que en el periodo de Bulnes existiera un gran florecimiento cultural, caracterizado por el movimiento literario de la Generación de 1842, este importante movimiento literario haría que cien años después, en 1942, el gobierno de Juan Antonio Ríos iniciara la entrega del Premio Nacional de Literatura de Chile y los de Arte, mantenidos hasta la actualidad, en conmemoración de este hecho. Además, a fines de su gobierno se creó el Cuerpo de Bomberos de Valparaíso, el primero de su tipo en el país.
Por su hábil gobierno, Bulnes fue reelegido sin contendores y sin reclamo para un segundo periodo presidencial en 1846, su segundo gobierno siguió la línea del anterior pero tuvo una diferencia, aparte del traslado de la casa presidencial al Palacio de la Moneda, que fue la Revolución de 1851, que rompió con la paz de Bulnes, que fue un movimiento para evitar la toma de posesión por parte del presidente electo, Manuel Montt.

### Gobierno de Manuel Montt (1851-1861)

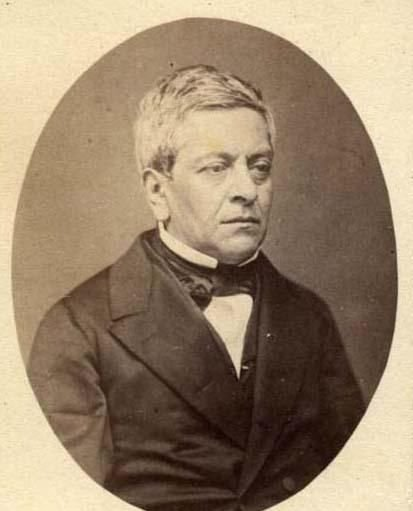
Manuel Montt (1851-1861) fue el último conservador al poder y el penúltimo decenio presidencial.

Manuel Montt asumió la Presidencia de Chile el 18 de septiembre de 1851, su gobierno estaría marcado por un irreversible declive del conservadurismo y aunque tuvo excelentes logros se vio empañado por la Revolución de 1851 antes de tomar posesión y la Revolución de 1859, además de diversas acusaciones constitucionales que apagaron la carrera del político.
Montt decidió continuar la línea de su predecesor, además era el primer civil desde José Tomás Ovalle que ejercía la presidencia en el país (Errázuriz había participado en la Guerra de la Independencia de Chile), por lo que se demostraba la ya pacificada senda conservadora.
Montt daría varios impulsos a la educación y la investigación, proliferando diversas mentes extranjeras en la nación, como Andrés Bello, quien aparte de ser rector de la Universidad de Chile fue el redactor del Código Civil de Chile, diversas investigaciones concluyeron en el mandato de Montt.
Como ya se dijo, una gran obra de la administración de Montt fue el Código Civil de Chile, redactado por Bello en 1855 y promulgado ese mismo año por el ministro de justicia, hijo del expresidente Ovalle Francisco Javier Ovalle.
El gobierno de Montt impulsaría las obras públicas, creándose diferentes escuelas, puentes y caminos, pero el ferrocarril y la fundación de ciudades fueron las principales joyas de este plan de obras públicas, para la red de ferrocarril además de su ampliación, se inauguró el primer ferrocarril de Chile, el ferrocarril Caldera-Copiapó, se edifica la emblemática Estación Central de Santiago en 1857 y se perfecciona la red a nivel nacional.
Con la mejora de las leyes de colonización, el gobierno de Montt incursionó con éxito en el sur de la Araucanía, produciéndose la llamada Colonización de Llanquihue, obra magna de este periodo, donde se destacó la figura de don Vicente Pérez Rosales y la del ministro Antonio Varas, fundándose las importantes ciudades de Puerto Montt, Puerto Varas y otras, sin embargo la Araucanía fue abandonada debido a que las incursiones del estado culminaron sin éxito.
El gobierno de Montt marchaba rápidamente, fue propuesto por los conservadores, ahora con oposición verdadera y triunfó en las elecciones de manera aplastante, en 1856.
La inauguración de su segundo periodo presidencial traería consigo divisiones y problemas que no tuvieron mejoría a través del tiempo, la Cuestión del Sacristán, en ese mismo año se produjo el alejamiento del principal aliado del gobierno, la Iglesia católica, dimitiendo varios ministros y dividiéndose el partido.
Con el partido dividido el gobierno se volvió inestable, en 1859 quedaría a exposición la debilidad del gobierno, con la Revolución de 1859, encabezada por el naciente Partido Radical, esto produciría una fuerte sensación de malestar y el gobierno abandonaría muchos planes de colonización que tenía.
Desde la revolución hasta 1861, el gobierno de Montt sería criticado por la mayoría de los sectores políticos y sociales, incluso el propio partido y la Iglesia. La descomposición del sistema conservador hizo que para las elecciones de 1861 se buscara un candidato neutral y de transición, triunfando sin opositor el pseudo-liberal José Joaquín Pérez, quien a pesar de ser un hombre moderado, con su toma de posesión culminó con la República Conservadora.